# 재판가능성
재판가능성(사법심사가능성, justiciability)이란 미국의 헌법 내 개념으로 특정한 사항이나 이슈가 재판의 대상이 되는 가를 따지는 것을 말한다.   이는 미국 연방헌법 제3조 제2항이 연방법원의 관할권을 “사건과 분쟁(cases and controversies)”에 한정하고 있는 데에 따른 것이다.

## 판단기준

### 권고적 의견
행정부에 어떤 정책에 대해 권고나 의견을 제시할 수 없으며 오직 사건이 발생하여 재판을 통해 판결을 내릴 수 있다. 미국 연방법원은 사법권의 행사로서 구체적 사건에 대하여 구속력을 가지지 아니하는 권
고적 의견을 낼 수는 없다. 법원이 권고적 의견을 개진하는 것이 위헌적 법률의 제정 등을 사전에 예방할 수 있는 등 여러 장점을 가질 수도 있으나 그럼에도 불구하고 연방 법원의 경우 연방헌법 제3조 소정의“cases or controversies”의 규정으로 인하여 권고적 의견을 개진할 수 없다. 그 이유는 구체적 분쟁의 형태로 제기된 법적 문제만을 판단하도록 함으로써 권력분립의 원칙을 준수하고 사법적 자원이 불필요하게 소모되는 것을 방지한다는 것이다.

### 청구적격
원고지위가 없는 원고가 소송을 청구할 수 없다. 이 원리는 특정 개인이 법원의 심판을 받기 위하여 해당 문제를 법원에 가져올수 있는 “적합한 당사자”인지 여부에 따지는 것이다. 대법원은 ‘본질적으로 청구적격의 문제는 제소자가 법원으로 하여금 분쟁이나 특정 쟁점에 대하여 본안판단을 하도록 요청할자격이 있는지 여부에 관한 문제이다.’라고 하였다.
청구적격의 헌법적 요건으로는
1. 청구인은 자신이 피해(injury)를 입었거나 곧 손해를 입는다는 점
2. 그 손해가 상대방의 행위에 기인한 것
3. 청구인의 승소판결이 그 손해를 구제할 수 있다는 점

### 성숙성
재판의 대상에 되는 법률이 있다고 하자. 원고가 그 법률을 어길 예정이나 법률을 아직 어기지 않았다면 성숙성의 기준에 부합하지 아니한다. 원칙적으로 소송절차의 모든 단계에서 현실적 분쟁(actual controversy)이 존재하여야 하기 때문에, 만일 소제기 이후에 사정변경으로 인하여 그 분쟁이 해소되었다면 그 청구는 권리보호이익이 없는 것으로서 각하되는 것이 원칙이다.
따라서 소송 도중 법률이 변경되는 경우, 주장된 불법행위 사유가 소멸되고 재발가능성이 희박한 경우, 당사자가 사망한 경우 등과 같이 소제기 이후 제반 사정이 변경되어 권리보호이익이 사후적으로 소멸한 경우에도 원칙적으로 사법심사를 할 수 없는데, 연방대법원은 이러한 법리가 연방헌법 제3조에서 유래하는 것이라고 판시하고 있다.

### 구체적 사건성
권리보호이익이라고도 하며 예를 들어 대학교 2학년생이 편입문제로 대학을 상대로 소송을 건다고 보자. 재판이 시작될 무렵 이미 학생이 졸업을 해버렸다면 이 사건은 의제성의 기준에 부합하지 아니한다.

### 정치적 문제
삼권분립의 원칙으로 정치적인 문제는 관여하지 않는다. 이에 관련 대표적인 판례로 Baker v. Carr, 369 U.S. 186 (1962)가 있다.

## 예
납세자의 경우 일반적으로 원고적격의 요건을 충족하지 못한다. 예를 들어 미국에 사는 지엔유 군이 정부를 상대로 세금낭비를 이유로 소송을 건다면 재판가능성 기준을 충족하지 못할 것이다. 단 살고 있는 시 정부를 상대로 소송을 거는 것은 가능할 것이다.